# 特性曲線法
数学において特性曲線法（とくせいきょくせんほう、英: method of characteristics）とは、偏微分方程式に対する一つの解法である。一般には一階偏微分方程式に対して適用されるが、任意の双曲型偏微分方程式に対するより一般の特性曲線法も存在する。この方法では偏微分方程式を、常微分方程式の族に書き下し、適切な超曲面上で与えられたいくつかの初期データより積分されることによってその線に沿った解が得られる。

## 一階偏微分方程式の特性曲線
一階の偏微分方程式（PDE）に対する特性曲線法では、それが常微分方程式（ODE）となるようなある曲線（特性曲線あるいは単に特性線と呼ばれる）を探すことになる。そのようなODEが見つかれば、特性曲線に沿って解いた後に元のPDEに対して解を変換すれば良いことになる。
ここで、二つの独立変数 x と y の函数のケースを取り上げる。次の形の準線型偏微分方程式を考える：
ここで、解 z が得られたとして、R3 内の曲面のグラフ z = z(x,y) を考える。この曲面に対する法線ベクトルは次で与えられる。
{\displaystyle \left({\frac {\partial z}{\partial x}}(x,y),{\frac {\partial z}{\partial y}}(x,y),-1\right).\,}
これは次のようにして分かる。x,y方向の接ベクトルをそれぞれ{\displaystyle n_{1}},{\displaystyle n_{2}}とすると、これらは例えば{\displaystyle n_{1}=(1,0,\partial z/\partial x)dx},{\displaystyle n_{2}=(0,1,\partial z/\partial y)dy}となる。これらの外積から上述の法線ベクトル（と平行なベクトル）が得られる。
したがって式 (1) は、ベクトル場
{\displaystyle (a(x,y,z),b(x,y,z),c(x,y,z))\,}
が全ての点において曲面 z = z(x, y) に接するという幾何学的な内容を意味する。言い換えると、解はこのベクトル場の積分曲線の合併となる。これらの積分曲線は、元の偏微分方程式の特性曲線と呼ばれる。
特性曲線の方程式は、ラグランジュ＝シャルピ方程式によって次のように不変な形で表すことが出来る：
{\displaystyle {\frac {dx}{a(x,y,z)}}={\frac {dy}{b(x,y,z)}}={\frac {dz}{c(x,y,z)}}.}
また、この曲線のパラメータ化 t が固定された場合、これらの方程式は x(t), y(t), z(t) に対する次の連立常微分方程式として書くことが出来る。
{\displaystyle {\begin{aligned}{\frac {dx}{dt}}&=a(x,y,z),\\{\frac {dy}{dt}}&=b(x,y,z),\\{\frac {dz}{dt}}&=c(x,y,z).\end{aligned}}}
これらを元の偏微分方程式の特性方程式 (characteristic equation) という。

### 線型と準線型の場合
次の形式のPDEを考える。
{\displaystyle \sum _{i=1}^{n}a_{i}(x_{1},\dots ,x_{n},u){\frac {\partial u}{\partial x_{i}}}=c(x_{1},\dots ,x_{n},u).}
このPDEを線型とするためには、係数 ai は空間変数のみに依存し、u には独立とすればよい。準線型とするためには、ai はその函数の値にも依存するが、導函数には依存しないものとすればよい。これら二つのケースの区別は、ここでの議論では本質的ではない。
線型あるいは準線型のPDEに対し、特性曲線はパラメータ的に次で与えられる。
{\displaystyle (x_{1},\dots ,x_{n},u)=(x_{1}(s),\dots ,x_{n}(s),u(s))}
但し次の常微分方程式系が満たされるものとする。
式 (2) と (3) が、元のPDEの特性曲線である。

### 完全に非線型の場合
次の偏微分方程式を考える。
ここで変数 pi は次の偏微分を略記したものである。
{\displaystyle p_{i}={\frac {\partial u}{\partial x_{i}}}.}
Rn+1 内の超曲面 (xi, u) が偏微分方程式の解であるとする。解の超曲面の上にある任意の滑らかな(微分可能な)曲線を特性曲線と言い、s を曲線長さに沿うパラメータとして、曲線上の各点は次のように表されるものとする。
{\displaystyle u(s)=u(x_{1}(s),\dots ,x_{n}(s)).}
また、解の曲面の方向は、この特性曲線の各点での接線の傾き {\displaystyle p_{i}={\frac {\partial u}{\partial x_{i}}}} により指定されているとする。解に沿って (4)を s に関して微分すると、次が得られる。
式(6)は、解 u に対して連鎖律を適用することで得られる。また式(7)の括弧内は
{\displaystyle {\dot {x_{i}}}dp_{i}-{\dot {p_{i}}}dx_{i}={\frac {dx_{i}}{ds}}{\frac {dp_{i}}{ds}}ds-{\frac {dp_{i}}{ds}}{\frac {dx_{i}}{ds}}ds=0.}
だから式(7)が成立する。
λ をある定数として λ×(5)+(7)/dsを 作ると次の式(8)となる。
式(8)はその点を通る任意の特性曲線 xi (s)に対して成り立つ。特性曲線 xi(s)が任意に変わると、dxi/dsおよびdpi/dsはそれに応じて変わってしまう変数である。それでも式(8)が成り立つためには、dxi/dsおよびdpi/dsの係数は 0 でなければならない。よって
{\displaystyle \quad \lambda (F_{x_{i}}+F_{u}p_{i})+{\dot {p}}_{i}=0,\quad \lambda F_{p_{i}}-{\dot {x}}_{i}=0,.}
{\displaystyle {\dot {x}}_{i}=\lambda F_{p_{i}},\quad {\dot {p}}_{i}=-\lambda (F_{x_{i}}+F_{u}p_{i}).}
この{\displaystyle {\dot {x}}_{i}=\lambda F_{p_{i}}}を式(6)に入れると
{\displaystyle \quad {\dot {u}}-\lambda \sum _{i}p_{i}F_{p_{i}}=0,\quad {\dot {u}}=\lambda \sum _{i}p_{i}F_{p_{i}}.}
ここに λ はある定数である。これらの式をより対称的に書くと、特性曲線に対する次のラグランジュ＝シャルピ方程式が得られる。
幾何学的に、完全に非線型の場合の特性曲線法は、微分方程式のモンジュ錐が至る所で解のグラフに接することを要求するものとして解釈される。

## 例
一例として、次の移流方程式が挙げられる（この例ではPDEの記法や基本的なODEの解についてはよく知っているものと仮定する）。
{\displaystyle a{\frac {\partial u}{\partial x}}+{\frac {\partial u}{\partial t}}=0\,}
ここに {\displaystyle a\,} は定数で、{\displaystyle u\,} は {\displaystyle x\,} と {\displaystyle t\,} の函数である。この線型一階偏微分方程式を、適切な曲線に沿って常微分方程式に変換することを考える。すなわち、次の形状の常微分方程式を考える。
{\displaystyle {\frac {d}{ds}}u(x(s),t(s))=F(u,x(s),t(s))},
ここに {\displaystyle (x(s),t(s))\,} は特性曲線である。はじめに、連鎖律より次が得られる。
{\displaystyle {\frac {d}{ds}}u(x(s),t(s))={\frac {\partial u}{\partial x}}{\frac {dx}{ds}}+{\frac {\partial u}{\partial t}}{\frac {dt}{ds}}}
今、{\displaystyle {\frac {dx}{ds}}=a} and {\displaystyle {\frac {dt}{ds}}=1} とすると、次が得られる。
{\displaystyle a{\frac {\partial u}{\partial x}}+{\frac {\partial u}{\partial t}}\,}
これははじめのPDEの左辺である。したがって
{\displaystyle {\frac {d}{ds}}u=a{\frac {\partial u}{\partial x}}+{\frac {\partial u}{\partial t}}=0}
が得られる。したがって、特性曲線 {\displaystyle (x(s),t(s))\,} に沿って、元の PDE は ODE {\displaystyle u_{s}=F(u,x(s),t(s))=0\,} になる。すなわち、特性曲線に沿って解は定数である。すると、{\displaystyle u(x_{s},t_{s})=u(x_{0},0)\,} となる。但し {\displaystyle (x_{s},t_{s})\,} と {\displaystyle (x_{0},0)\,} は同一の特性曲線上に存在する。したがって、一般解を決定する上で、次のような常微分方程式の特性システムを解けば十分である。
- {\displaystyle {\frac {dt}{ds}}=1}。{\displaystyle t(0)=0\,} とすることで {\displaystyle t=s\,} が得られる。
- {\displaystyle {\frac {dx}{ds}}=a}。{\displaystyle x(0)=x_{0}\,} とすることで {\displaystyle x=as+x_{0}=at+x_{0}\,} が得られる。
- {\displaystyle {\frac {du}{ds}}=0}。{\displaystyle u(0)=f(x_{0})\,} とすることで {\displaystyle u(x(t),t)=f(x_{0})=f(x-at)\,} が得られる。

この場合、特性曲線は傾きが {\displaystyle a\,} であるような直線で、任意の特性曲線に沿って {\displaystyle u\,} の値は定数となる。

## 線型微分作用素の特性曲線
X を可微分多様体とし、P を次数 k の線型微分作用素
{\displaystyle P:C^{\infty }(X)\to C^{\infty }(X)}
とする。局所座標系 xi においては
{\displaystyle P=\sum _{|\alpha |\leq k}P^{\alpha }(x){\frac {\partial }{\partial x^{\alpha }}}}
とする。ここで α は多重指数である。P の主表象は  σP と表され、これはそれらの局所座標系において定義される余接束 T∗X に関する次の函数である。
{\displaystyle \sigma _{P}(x,\xi )=\sum _{|\alpha |=k}P^{\alpha }(x)\xi _{\alpha }}
ここに ξi は座標微分 dxi によって導かれる余接束上のファイバー座標である。これは特定の座標系を用いることで定義されるが、ξi と xi を関連づける変換則は σP がその余接束上で well-defined な函数であることを保証するものである。
函数 σP は変数 ξ について次数 k の斉次函数である。σP のゼロ解は、T∗X のゼロ切断とは離れた所にあり、P の特性曲線である。式 F(x) = c によって定義される X の超曲面が、x での特性超曲面であるとは、
{\displaystyle \sigma _{P}(x,dF(x))=0}
が成立することを言う。特性超曲面は、余法束が P の特性集合に属する超曲面である。

## 特性曲線の定性的解析
特性曲線はまた、PDEへの定性的な洞察を得る上での強力な道具となる。
圧縮性流体におけるポテンシャルフローに対する衝撃波を見つけるために、特性曲線の交点を利用することが出来る。直感的に言うと、各特性曲線はそれ自身に沿った {\displaystyle u\,} の解を意味するものであると考えられる。したがって、二つの特性曲線が交わる場合には、函数は複数値ということになりこれは非物理的な解である。物理的にはこのような矛盾は、衝撃波の構成、接線の不連続性あるいは弱不連続性によって除外することが出来る。その結果、初めの仮定を満たさない非ポテンシャルフローが得られる。
特性曲線は、PDEの定義域の一部分をカバーしないこともある。この事実は希薄化と呼ばれ、弱い意味、すなわち積分方程式に対してのみ解が存在することを意味する。
特性曲線の方向は、上述の例で示したように、解に沿った値のフローを示すものである。この種の知識は、問題に対して有限差分が最適であるように示すものであるため、PDEを数値的に解く上で有用となる。